# Las Vegas
Las Vegas /lɑːs ˈve.ɡɑs/ – najbardziej zaludnione miasto w amerykańskim stanie Nevada, siedziba hrabstwa Clark. Na świecie kojarzone jest przede wszystkim z grami hazardowymi, zakupami oraz wyszukanymi restauracjami i luksusowymi hotelami. Las Vegas, które samo siebie określa mianem światowej stolicy rozrywki, słynie z ogromnych kasyn i powiązanych z nimi atrakcji. W wyniku przyzwolenia na organizację różnych form rozrywki dla pełnoletnich Las Vegas nazywane jest potocznie miastem grzechu.
Zgodnie z danymi U.S. Census Bureau w 2009 roku populacja Las Vegas wyniosła 583 756 mieszkańców, co pozwoliło mu na zajęcie 28. miejsca na liście najbardziej zaludnionych miast w Stanach Zjednoczonych. W 2010 roku obszar metropolitalny Las Vegas zamieszkiwało 1 951 269 osób.
Założone w 1905 roku Las Vegas oficjalnie nabyło prawa miejskie w 1911 roku. Pod koniec XX wieku Las Vegas było najgęściej zaludnionym amerykańskim miastem powstałym w tymże stuleciu.
Nazwy Las Vegas bardzo często używa się również w szerszym zakresie, obejmującym nieposiadające praw miejskich obszary hrabstwa Clark wokół miasta, a w szczególności Las Vegas Strip. Odcinek Las Vegas Boulevard o długości 6,8 kilometra, znany jako the Strip, obejmuje głównie jednostki osadnicze w postaci m.in.: Paradise, Winchester oraz Enterprise.

## Historia

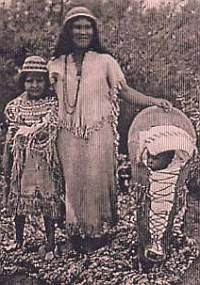
Pajutowie – pierwotni mieszkańcy terenów obecnego Las Vegas

Pierwszym odnotowanym przybyszem z Europy w Las Vegas Valley był Raphael Rivera w 1829 roku. Nazwa Las Vegas została wymyślona przez hiszpańskiego badacza i handlarza, Antonio Armijo, który podróżował z Teksasu na północno-zachodnie tereny Stanów Zjednoczonych zgodnie ze szlakiem Old Spanish Trail. Przemierzając trasę, natrafił na obszar dzisiejszego Las Vegas, w którym pustynny krajobraz wyparty został przez artezyjskie studnie i rozległe tereny strumieni oraz zielonych łąk (vegas w języku hiszpańskim); stąd wzięła się nazwa miasta.
3 maja 1844 roku do Las Vegas Valley, pozostającego częścią Meksyku, dotarł John C. Frémont. Stał on na czele grupy naukowców, wojskowych oraz obserwatorów Korpusu Inżynieryjnego Armii Stanów Zjednoczonych. 10 maja 1855 roku, po aneksji ziem meksykańskich przez Stany Zjednoczone, Brigham Young oddelegował 30 misjonarzy Kościoła Jezusa Chrystusa Świętych w Dniach Ostatnich, prowadzonych przez Williama Bringhursta, na te tereny, by nawracać Pajutów na mormonizm. W pobliżu obecnego centrum miasta wybudowano fort, który służył jako przystanek dla podróżujących wzdłuż szlaku zwanego „Korytarzem Mormońskim” pomiędzy Salt Lake City a San Bernardino. Mormoni opuścili Las Vegas w 1857 roku z powodu wybuchu wojny w Utah. Las Vegas zostało założone jako miasto kolejowe 15 maja 1905 roku, kiedy to 45 hektarów ziemi należącej dotychczas do korporacji San Pedro Los Angeles and Salt Lake Railroad zostało wystawionych na aukcję. Las Vegas było częścią hrabstwa Lincoln aż do 1908 roku, kiedy to weszło ono w skład nowo utworzonego hrabstwa Clark. W 1910 roku w Las Vegas wybudowany został kościół katolicki pod wezwaniem św. Joanny D’Arc. 16 marca 1911 roku Las Vegas zyskało status miasta wydzielonego; jego pierwszym burmistrzem był Peter Buol.
Las Vegas stanowiło początkowo przystanek dla podróżujących na zachód, dlatego też na początku XX wieku stało się popularnym miastem kolejowym. Było jednocześnie postojowym punktem dla okolicznych kopalń, a zwłaszcza tych wokół miasta Bullfrog, które dostarczały towary do reszty kraju. Wraz z rozprzestrzenianiem się kolei Las Vegas traciło na ważności, jednak sąsiedztwo zapory Hoovera spowodowało, że w latach 30. zwiększyła się liczba mieszkańców miasta, a także liczba turystów je odwiedzających. Budowie zapory położonej w odległości 48 kilometrów na południowy wschód od miasta towarzyszyło formowanie Mead – największego sztucznego jeziora w Stanach Zjednoczonych. Legalizacja hazardu w 1931 roku doprowadziła do budowy kompleksów rozrywkowych w postaci kasyn/hoteli, z których dzisiaj słynie Las Vegas. Największy rozwój w tym aspekcie miał miejsce w latach 40. i związany był z napływem do miasta naukowców związanych z Manhattan Project – projektem naukowo-badawczym zmierzającym do konstrukcji i produkcji bomby atomowej. Pod koniec lat 40., aż do lat 60., Las Vegas stało się „kopalnią złota” dla organizacji przestępczych. Większość oryginalnych, ogromnych kasyn została wybudowana lub była zarządzana przez członków klanów mafijnych, w tym między innymi przez Benjamina „Bugsy’ego” Siegela oraz Meyera Lansky’ego. Szybki rozwój Las Vegas w latach 50. wiązał się również z faktem, że dotychczasowe stolice hazardu, jak choćby Galveston i Hot Springs, stopniowo zaostrzały przepisy. W końcu hazard został tam całkowicie zakazany. W latach 60., głównie za sprawą działalności Howarda Hughesa, Las Vegas zaczęło odchodzić od korzeni „Dzikiego Zachodu”, przeobrażając się w kosmopolityczne miasto. W 1989 roku, wraz z otwarciem The Mirage, doszło do przełomu w historii nowoczesnego Las Vegas. Obiekt zawierający pozłacane okna wyznaczył nowe standardy luksusu i zapoczątkował erę megakompleksów. Jego właściciel, inwestor Steve Wynn, uważany jest za „ojca współczesnego Las Vegas”.

## Geografia i klimat

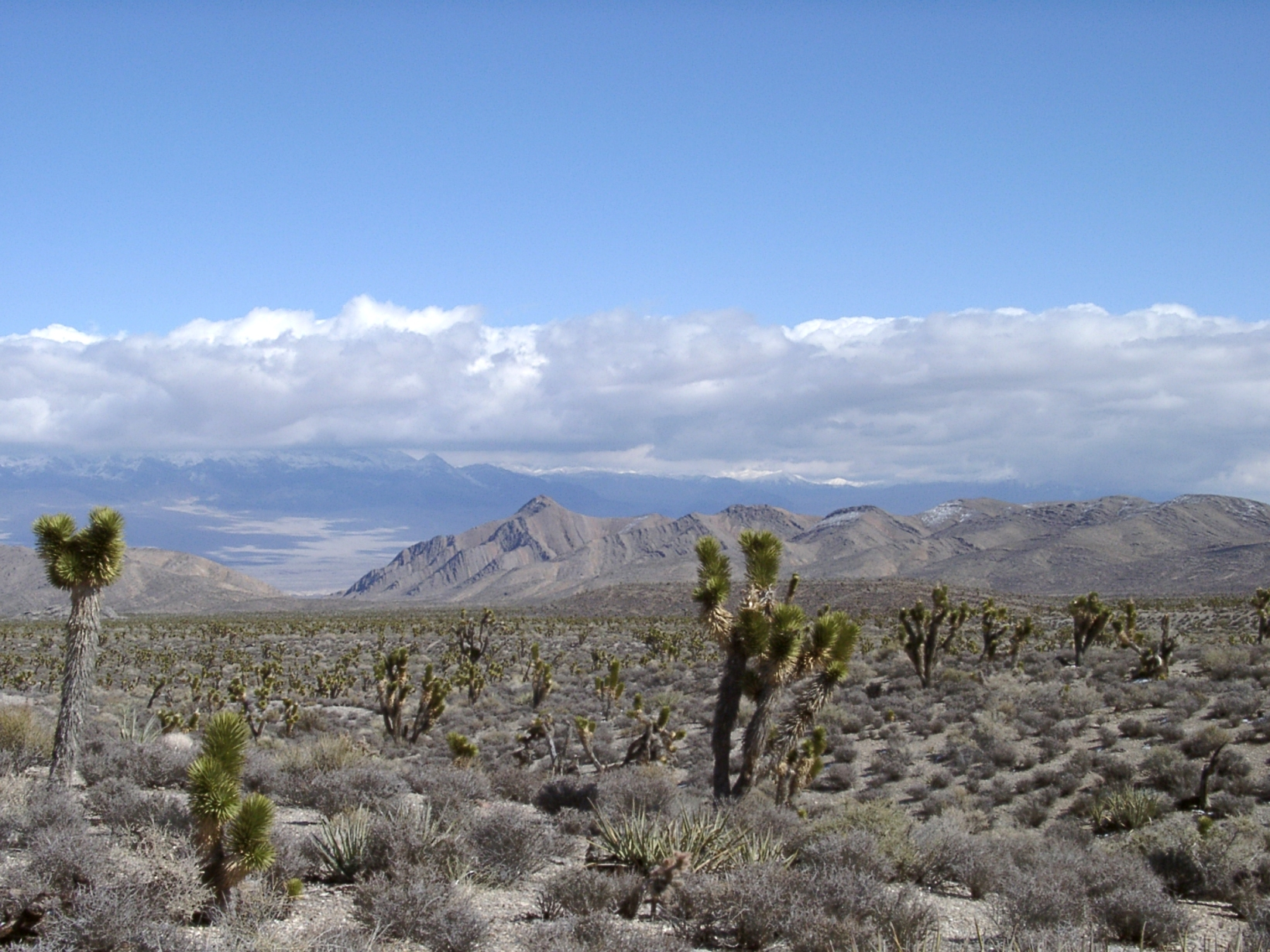
Pustynny krajobraz okolic Las Vegas

Las Vegas położone jest w suchym basenie – dolinie, znajdującej się na środku pustyni, otoczonej przez suche góry. Na zachód od miasta leżą Spring Mountains. Większość krajobrazu okolicy jest kamienista i zakurzona; pustynna roślinność i dzikie zwierzęta dominują w środowisku, zaś sam obszar jest przedmiotem gwałtownych powodzi. Miasto znajduje się na wysokości około 620 metrów nad poziomem morza. Według United States Census Bureau, Las Vegas zajmuje powierzchnię 340 km², z czego 340 km² to ziemia, zaś 0,26 km² (0,04%) to wody.
Na terenie miasta znajdują się liczne trawniki, drzewa i inne typy zieleni. Ze względu na problemy z zasobami wody, w Las Vegas realizowany jest program xeriscapingu. Zgodnie z jego założeniami, organizacja krajobrazu i ogrodnictwa przebiega w sposób, który zmniejsza lub eliminuje potrzebę dodatkowego korzystania z systemu nawadniania; tworzone są zatem takie projekty otoczenia, które wymagają jak najmniejszych ilości wody. Oprócz tego, istnieją również inne ruchy mające na celu ochronę zasobów wód, zakładające między innymi ściśle określoną organizację podlewania krajobrazu mieszkalnego. W 2008 roku Amerykańska Agencja Ochrony Środowiska sfinansowała program analizy oraz prognozy zmian i wpływów na lokalne środowisko do roku 2019. Badanie to spowodowało zwiększenie pojemności oczyszczalni ścieków, co umożliwiło szybszy wzrost liczby ludności.

### Klimat
Las Vegas leży w strefie klimatu subtropikalnego typu pustynnego (klasyfikacja Köppena – BWh), charakterystycznego dla pustyni Mojave, na której się znajduje. W mieście przez cały rok świeci słońce: średnio 310 dni rocznie to dni słoneczne, co w konsekwencji powoduje ponad 3800 godzin słonecznych.
Miesiące letnie, od czerwca do września, są bardzo gorące i w większości suche, ze średnimi temperaturami od 34 °C do 40 °C w ciągu dnia i od 21 °C do 26 °C nocą. Średnio 133 dni w roku mają temperaturę powyżej 32 °C, natomiast średnia temperatura 72 dni przekracza 38 °C. W lipcu i sierpniu temperatura przewyższa te wartości. Wilgotność powietrza ma bardzo niski poziom, często wynoszący poniżej 10%.
Zimy w Las Vegas są krótkotrwałe i na ogół łagodne, ze średnią temperaturą około 14 °C w ciągu dnia i 4 °C nocą. Góry, które otaczają miasto gromadzą śnieg, jednak w samym Las Vegas Valley jest on rzadkością. Temperatury mogą spaść do 0 °C, jednak nieczęsto zdarza się, by nocą wynosiły poniżej –1 °C.
Roczne opady w Las Vegas wynoszą około 110 mm i przypadają na średnio 27 dni w ciągu roku. Większość opadów notowana jest zimą, jednak w najsuchszym miesiącu (czerwiec) średnia liczba dni z opadami jest niższa o zaledwie 2,9, niż w przypadku miesiąca o najwyższej wilgotności (marzec).
| Miesiąc                                                             | Sty  | Lut  | Mar  | Kwi  | Maj  | Cze  | Lip  | Sie  | Wrz  | Paź  | Lis  | Gru  | Roczna |
| ------------------------------------------------------------------- | ---- | ---- | ---- | ---- | ---- | ---- | ---- | ---- | ---- | ---- | ---- | ---- | ------ |
| Średnie temperatury w dzień [°C]                                    | 14.4 | 16.9 | 21.3 | 25.7 | 31.6 | 37.1 | 40.1 | 38.9 | 34.4 | 27.0 | 19.1 | 13.7 | 26,7   |
| Średnie dobowe temperatury [°C]                                     | 9.3  | 11.6 | 15.5 | 19.6 | 25.2 | 30.4 | 33.6 | 32.6 | 28.1 | 20.8 | 13.6 | 8.7  | 20,8   |
| Średnie temperatury w nocy [°C]                                     | 4.1  | 6.3  | 9.7  | 13.4 | 18.8 | 23.7 | 27.2 | 26.3 | 21.7 | 14.7 | 8.1  | 3.7  | 14,8   |
| Opady [mm]                                                          | 13.7 | 19.3 | 11.2 | 3.8  | 3.0  | 1.8  | 10.2 | 8.4  | 6.4  | 6.9  | 9.1  | 12.7 | 106    |
| Średnia liczba dni deszczowych                                      | 3.1  | 4.0  | 2.9  | 1.6  | 1.2  | 0.6  | 2.5  | 2.6  | 1.6  | 1.7  | 1.7  | 3.0  | 26,5   |
| Wilgotność [%]                                                      | 45   | 40   | 33   | 25   | 21   | 17   | 21   | 26   | 25   | 29   | 37   | 45   | 30     |
| Średnie usłonecznienie [h]                                          | 245  | 247  | 315  | 346  | 388  | 402  | 391  | 369  | 337  | 304  | 246  | 236  | 3825   |
| Źródło: NOAA (liczba dni z opadami dla wartości 0,25 mm, 1981-2010) |      |      |      |      |      |      |      |      |      |      |      |      |        |

## Demografia
Według spisu powszechnego z 2010 roku, kompozycja ludności Las Vegas była następująca:
- Rasa biała: 62,1%,
- Hiszpanie lub Latynosi: 31,5%,
- Afroamerykanie: 11,1%,
- Azjaci: 6,1%,
- Dwie lub więcej ras: 4,9%,
- Indianie: 0,7%,
- Hawajczycy i przybysze z wysp Pacyfiku: 0,6%.

Zgodnie ze spisem powszechnym z 2009 roku, Las Vegas liczy 583 756 mieszkańców, 211 689 gospodarstw domowych i 117 538 rodzin. Gęstość zaludnienia wynosi 1 630,3/km².
W 2006 roku, w Las Vegas funkcjonowało 176 750 gospodarstw domowych, z których 48,3% stanowiły mieszkające razem małżeństwa, 12,2% było domami prowadzonymi samodzielnie przez kobiety (bez obecnego męża), 33,5% zamieszkiwały nie-rodziny, zaś 31,9% właścicieli gospodarstw domowych posiadało dzieci poniżej 18. roku życia. 25% gospodarstw domowych składało się wyłącznie z osób indywidualnych (na przykład niepozostających w związkach), natomiast w 7,5% mieszkali ludzie samotni, którzy ukończyli co najmniej 65 lat. Średnia wielkość rodziny wynosiła 3,2, natomiast średnia wielkość gospodarstwa domowego 2,66.
Według kryterium wiekowego, populacja miasta w 2006 roku składała się w 25,9% z osób poniżej 18. roku życia, w 8,8% z osób w wieku 18–24 lat, w 32% z osób w wieku 25-44, 21,7% z osób w wieku 45-64 oraz w 11,6% z osób w wieku co najmniej 65 lat. Średni wiek wynosił 34 lata. Według kryterium płci, na 100 kobiet przypadało 103,3 mężczyzny. Z kolei w przedziale wiekowym 18+, na 100 kobiet przypadało 102,5 mężczyzny.
Średni dochód jednego gospodarstwa domowego w Las Vegas wynosił w 2008 roku 53 tysiące dolarów, natomiast średni dochód przypadający na jedną rodzinę równy był 58,465 dolara. Mężczyźni generowali średni dochód w wysokości 35,511 dolara, zaś kobiety 27,554 dolara. Dochód per capita równał się 22 060 dolarów. Około 6,6% rodzin oraz 8,9% całej populacji miasta żyło poniżej relatywnej granicy ubóstwa; 5,4% osób z tej grupy osób nie ukończyło 18. roku życia, natomiast 6,3% miało co najmniej 65 lat.
Las Vegas posiada jeden z najwyższych współczynników samobójstw oraz rozwodów w Stanach Zjednoczonych. Badania przeprowadzone w 2008 roku wykazały, że szanse mieszkańców Las Vegas na popełnienie samobójstwa spadają o 40% w przypadku, gdy opuszczą oni miasto. Natomiast wśród przyjezdnych do Las Vegas szanse na popełnienie samobójstwa są dwukrotnie większe, niż gdy przebywają w innym miejscu. Wysoki wskaźnik rozwodów w Las Vegas nie jest powiązany wyłącznie z mieszkańcami miasta. Procedury rozwodowe w stanie Nevada są łatwiejsze niż w większości pozostałych stanów, dlatego na rozwody w Las Vegas decyduje się duża liczba małżeństw z całego państwa.
Z podobnych powodów Las Vegas posiada jeden z najwyższych współczynników zawierania małżeństw ze wszystkich miast amerykańskich. Wpływa na to popularność ślubów w Las Vegas wśród Amerykanów oraz turystów z całego świata.

### Zmiany liczby ludności

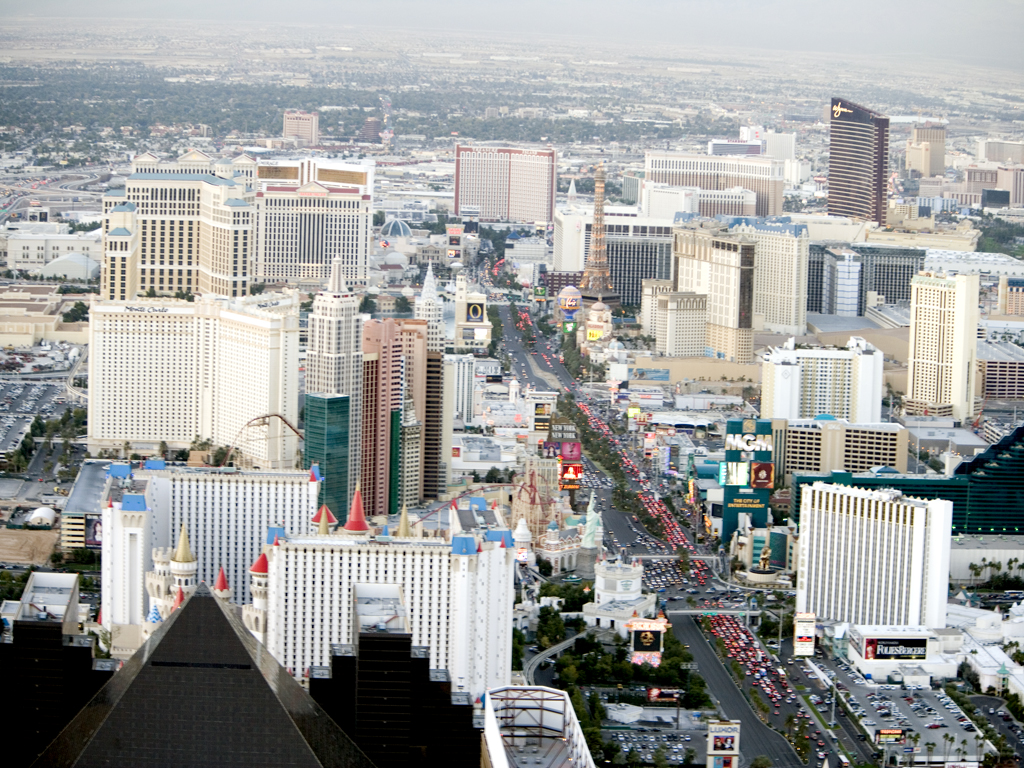
Las Vegas w ciągu dnia

| Populacja miasta | Populacja miasta | Populacja miasta        |
| Rok              | Populacja        | Zmiana procentowa (% +) |
| ---------------- | ---------------- | ----------------------- |
| 1900             | 25               | –                       |
| 1910             | 800              | 3100%                   |
| 1920             | 2304             | 188%                    |
| 1930             | 5165             | 124,2%                  |
| 1940             | 8422             | 63,1%                   |
| 1950             | 24624            | 192,4%                  |
| 1960             | 64405            | 161,6%                  |
| 1970             | 125787           | 95,3%                   |
| 1980             | 164674           | 30,9%                   |
| 1990             | 258295           | 56,9%                   |
| 2000             | 478434           | 85,2%                   |
| 2010             | 583756           | 22%                     |
| Źródła           |                  |                         |

## Gospodarka
Jednym z najważniejszych filarów gospodarki Las Vegas są turystyka oraz gry hazardowe. Istotne dla miasta są konwencje, które wspierają branżę handlową i branżę restauracyjną.

### Przebudowy

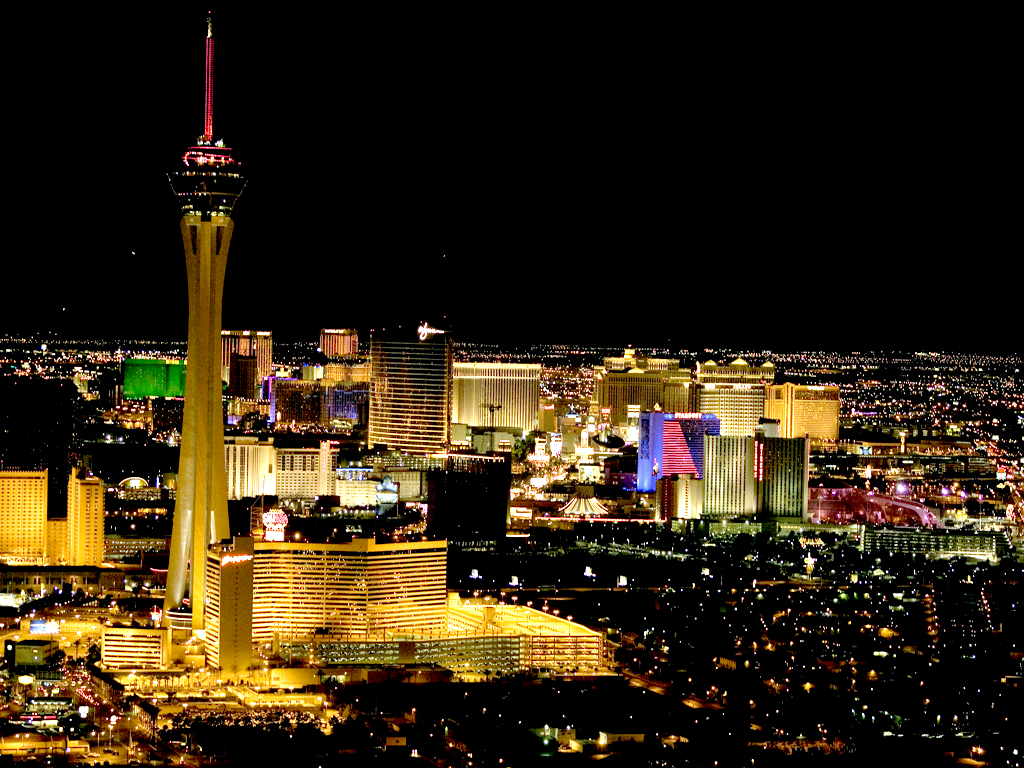
Las Vegas nocą w 2007 roku

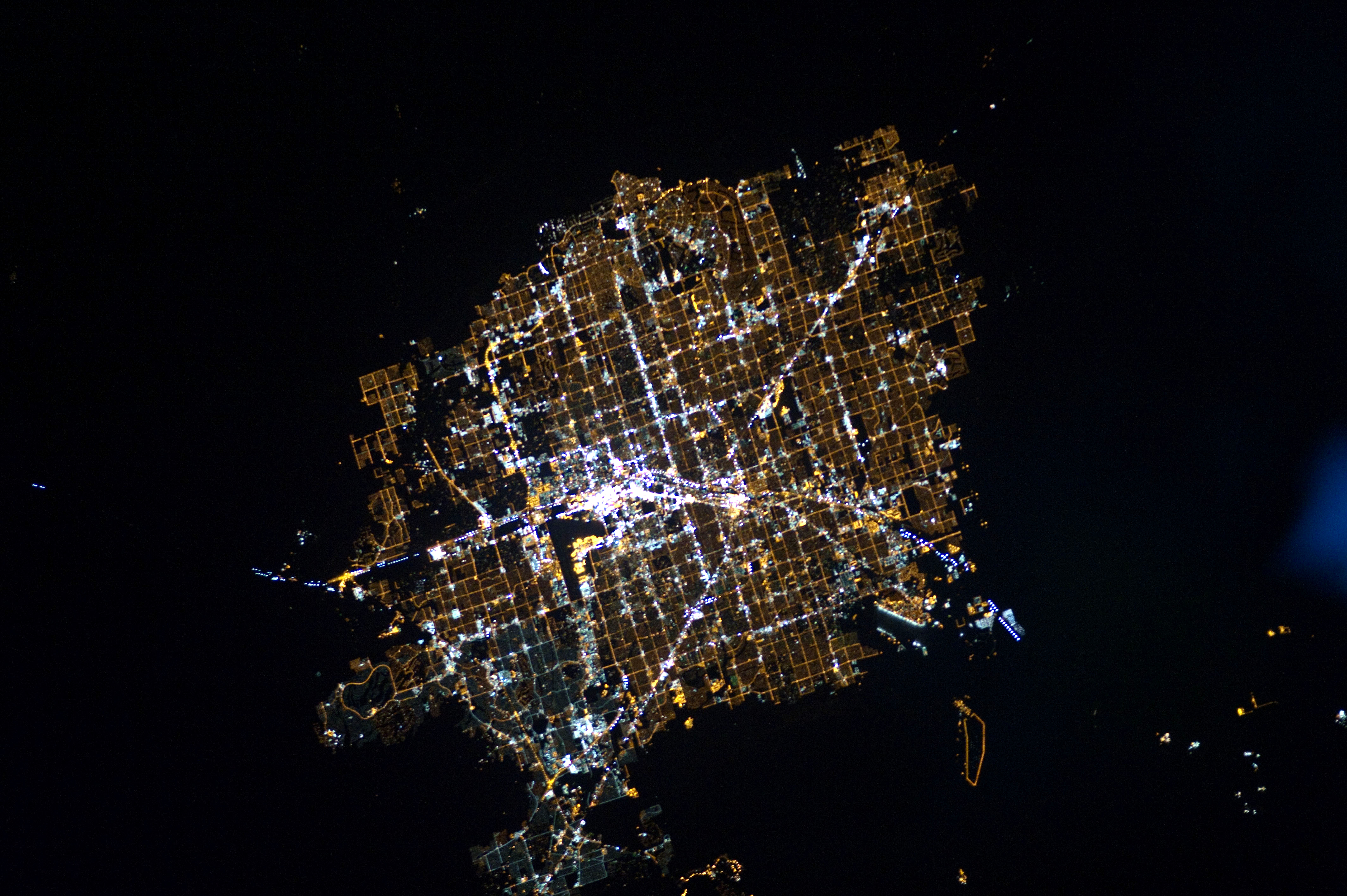
Las Vegas nocą

Otwarcie The Mirage w 1989 roku zapoczątkowało trend, zgodnie z którym największe kompleksy rozrywkowo-wypoczynkowe powstają przy południowym krańcu Las Vegas Strip, poza miastem. To spowodowało spadek wpływów turystycznych w centrum Las Vegas. Jednak z drugiej strony, najnowsze projekty oraz konstrukcje apartamentowców i hoteli apartamentowych zwiększyły liczbę gości w śródmieściu.
W obliczu tej sytuacji władze miasta podjęły kroki, mające na celu dywersyfikację ekonomii Las Vegas, przez przyciąganie do centrum branż przemysłu lekkiego, bankowości i innych komercyjnych interesów. Brak podatku dochodowego i łatwe procedury inkorporacyjne przyczyniły się do sukcesu tych działań.
Miasto skutecznie przekonało Internal Revenue Service do zajęcia nowego obiektu w centrum Las Vegas, otwartego w 2005 roku; początkową siedzibą agencji była bowiem zachodnia część miasta. Oczekiwano, że przenosiny IRS wytworzą zapotrzebowanie na dodatkowe przedsiębiorstwa w okolicy, zwłaszcza działające w godzinach dziennych. Renowacjom poddany został Fremont Street Experience, który miał przenieść turystów do ery dawnego Las Vegas i zachęcić ich do wizyt w śródmieściu. W wyniku recesji, która rozpoczęła się w 2008 roku, zamkniętych zostało wiele sklepów. Dla przykładu, w kompleksie Neonopolis działalność zakończyło 11 teatrów i niemal wszystkie lokale detaliczne. Konstrukcja kilku wysokobudżetowych projektów została wstrzymana, a część z nich, jak na przykład The Streamline Towers, ogłosiła bankructwo.
W 1995 roku miasto wykupiło od Union Pacific Railroad 61 akrów ziemi, dążąc do konstrukcji czegoś, co przyciągnęłoby ludzi do śródmieścia. Dziesięć lat później na części tego obszaru otwarty został World Market Center, showroom i salon sprzedaży mebli o powierzchni 460,000 m². Wybudowany został jako obiekt konkurencyjny dla przemysłu meblarskiego z High Point w Karolinie Północnej. W 2004 roku burmistrz Las Vegas, Oscar Goodman, ogłosił plany budowy Symphony Park, który miał składać się z wieżowców biurowych i mieszkalnych, Lou Ruvo Center for Brain Health, akademickiego centrum medycznego, Smith Center for the Performing Arts oraz hotelu butikowego i kasyna. Po nieudanych negocjacjach z The Related Co., władze miasta wytypowały Newland Communities na nowego dewelopera projektu. W 2005 roku na części 61 akrów ziemi należącej do miasta powstał World Market Center. W 2009 roku skompletowana została budowa instytutu Lou Ruvo Center for Brain Health. 23 października 2006 roku przedstawiono koncept budowy World Jewelry Center w Symphony Park. W założeniach miał to być obiekt podobny do World Market Center, pełniący funkcję „przystanku” dla targów biżuterii z całego świata. Plany konstrukcji 57-piętrowej wieży zostały jednak wstrzymane.
W 2004 roku miasto podjęło współpracę z Cheetah Wireless Technologies i MeshNetwork w celu wprowadzenia rozległego mobilnego systemu szerokopasmowego. Pilotażowy system zainstalowany został w centrum miasta, w okolicy Fremont Street Experience.
Pod koniec lat 00. XXI wieku, władze Las Vegas zdecydowały o budowie nowego ratusza, co niosło ze sobą kilka konsekwencji. Las Vegas Metropolitan Police Department, który zajmował część dawnego ratusza, był zmuszony do poszukiwań nowej lokacji dla swojej siedziby. Obawiano się również, że opuszczony budynek miejski mógłby wywrzeć negatywny wpływ na obszar centrum. Problem ten został jednak rozwiązany; zawarto porozumienie, zgodnie z którym w starym ratuszu swoją siedzibę utworzy Zappos.com.

### Turystyka

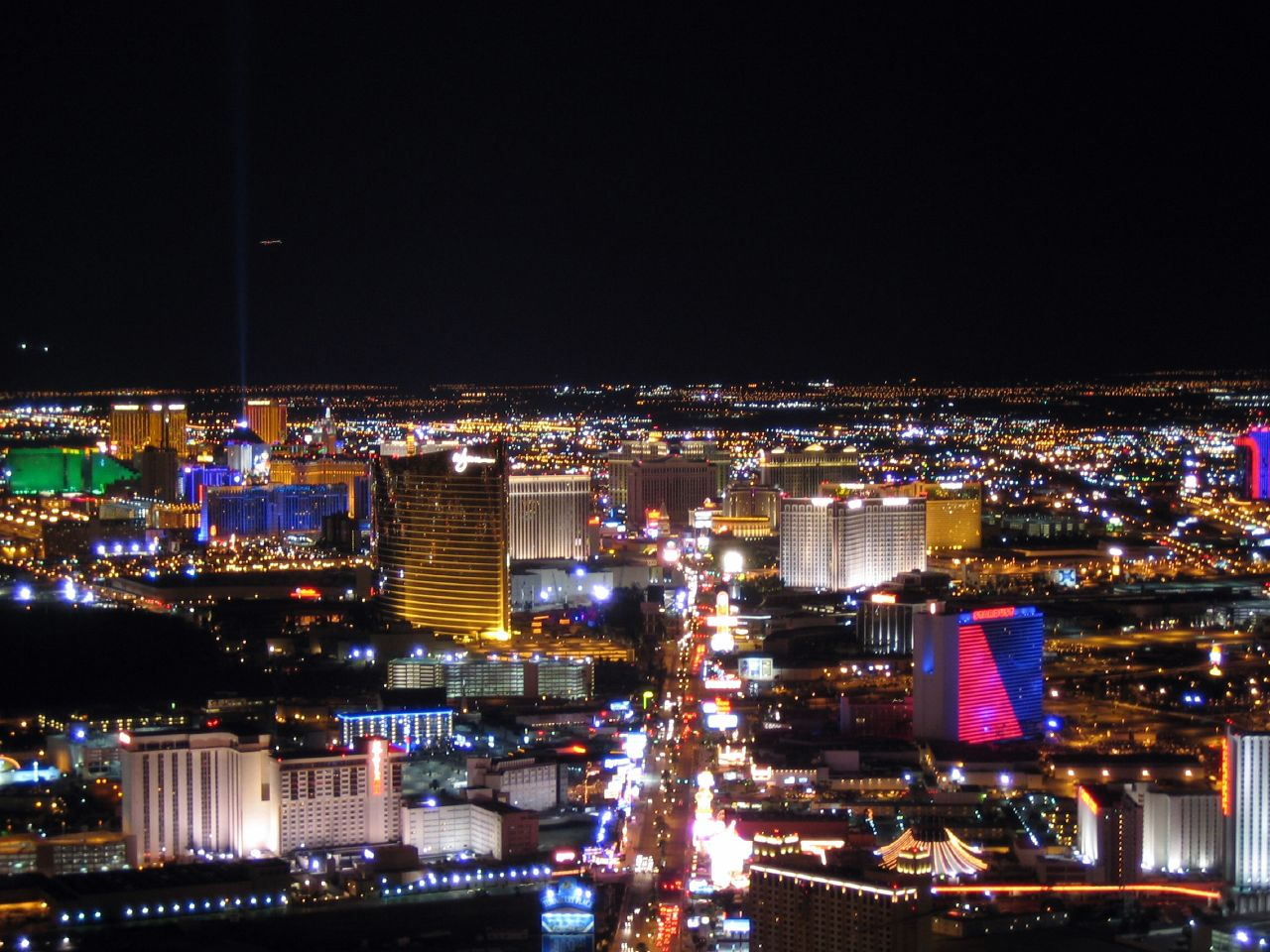
Widok na Las Vegas Strip nocą

Największą atrakcją Las Vegas są kasyna i hotele. Obiekty te znajdują się między innymi w ścisłym centrum miasta, które było najważniejszym punktem branży hazardowej w pierwszych fazach jej funkcjonowania. Większość hoteli/kasyn śródmieścia położona jest w sąsiedztwie Fremont Street Experience; wyjątek stanowi na przykład The Stratosphere.
Najbardziej luksusowe obiekty leżą przy bulwarze Las Vegas Strip, który jednak w większości wykracza poza granice miasta Las Vegas. To właśnie przy Strip działa 19 z 25 największych hoteli świata pod względem liczby pokoi.
Las Vegas jest popularnym celem podróży wśród Hawajczyków. W 2002 roku wśród mieszkańców Las Vegas wyróżnić można było 80 tysięcy osób wywodzących się z Hawajów, które na stałe zamieszkiwały obszar miasta. Ponadto w każdym tygodniu Las Vegas odwiedzane było przez około 3 tysiące Hawajczyków. Z tego powodu, Las Vegas nazywane jest niekiedy dziewiątą wyspą Hawajów.

#### Kasyna w centrum miasta

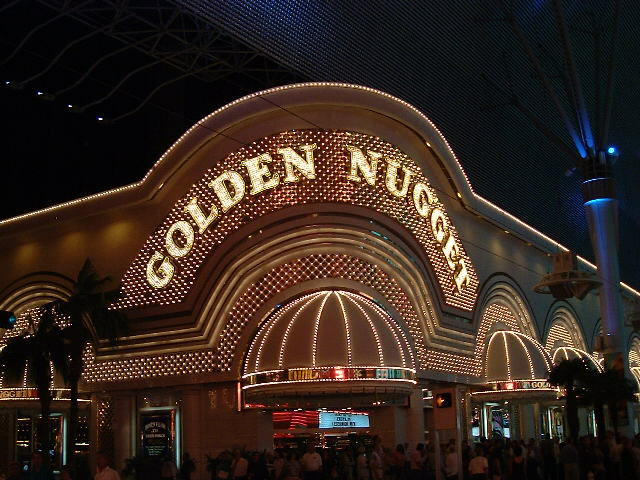
Golden Nugget Las Vegas

Pierwszym kasynem w Las Vegas był otwarty w 1931 roku Northern Club (obecnie La Bayou). W pierwszych latach rozwoju tej branży w mieście, najpopularniejszym kasynem pozostawało Binion’s Horseshoe (obecnie Binion’s Gambling Hall and Hotel), prowadzone przez Benny’ego Biniona.
Obecnie w centrum miasta dominują obiekty zarządzane przez korporację Boyd Gaming, a więc: California Hotel and Casino, Fremont Hotel and Casino oraz Main Street Casino. Golden Gate Hotel and Casino jest najstarszym hotelem/kasynem, który działa przy Fremont Street Experience. Z kolei Golden Nugget jest największym hotelem/kasynem w śródmieściu. Wśród innych obiektów działających w centrum Las Vegas są m.in.: Plaza Hotel & Casino, El Cortez, Fitzgeralds, Four Queens, Gold Spike Hotel and Casino i Las Vegas Club.

## Sąsiednie miasta
- Henderson, obszar municypalny
- North Las Vegas, obszar municypalny
- Paradise, obszar niemunicypalny
- Enterprise, obszar niemunicypalny
- Sunrise Manor, obszar niemunicypalny
- Spring Valley, obszar niemunicypalny
- Boulder City, obszar niemunicypalny

## Transport

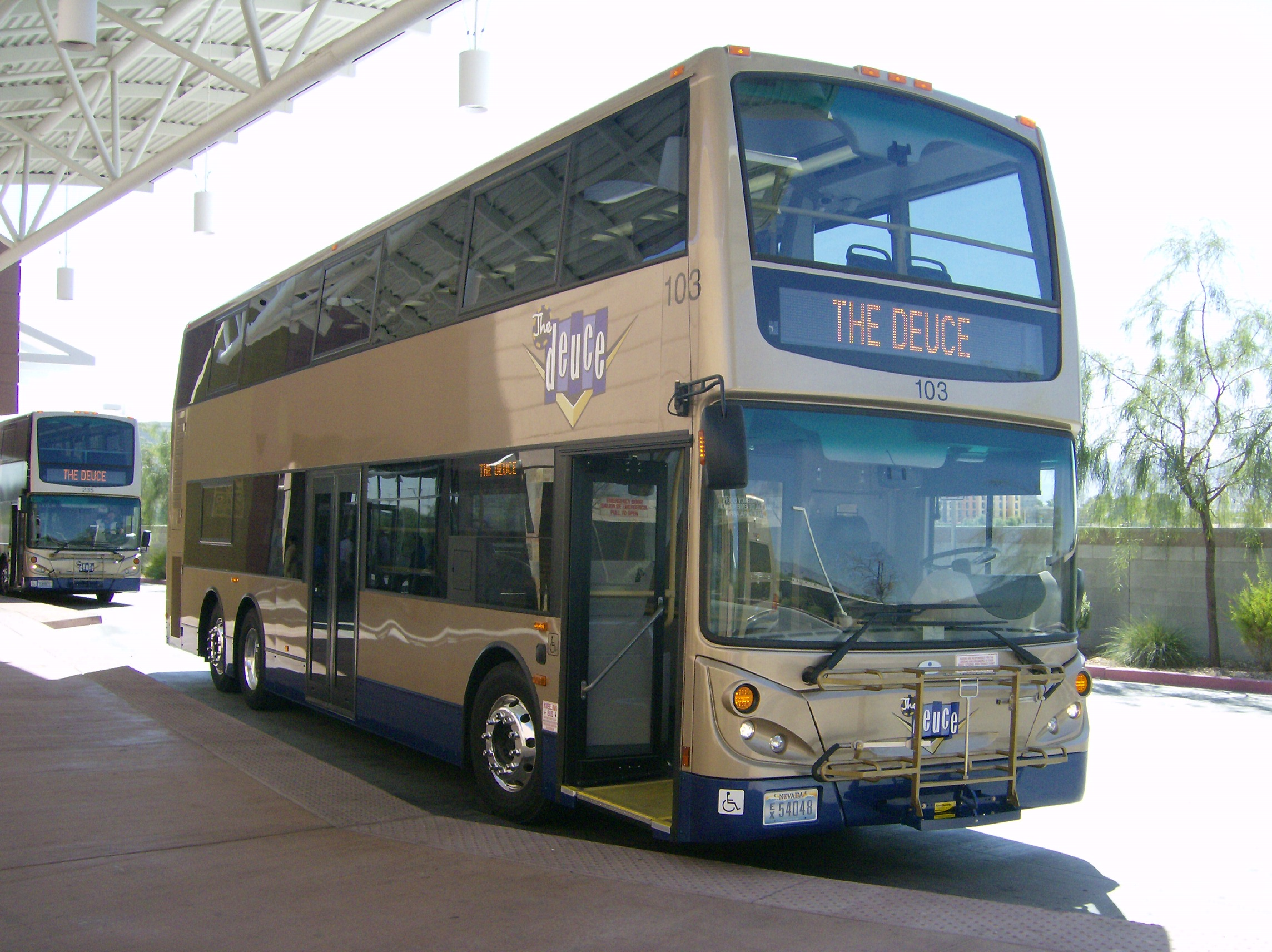
Autobus The Deuce

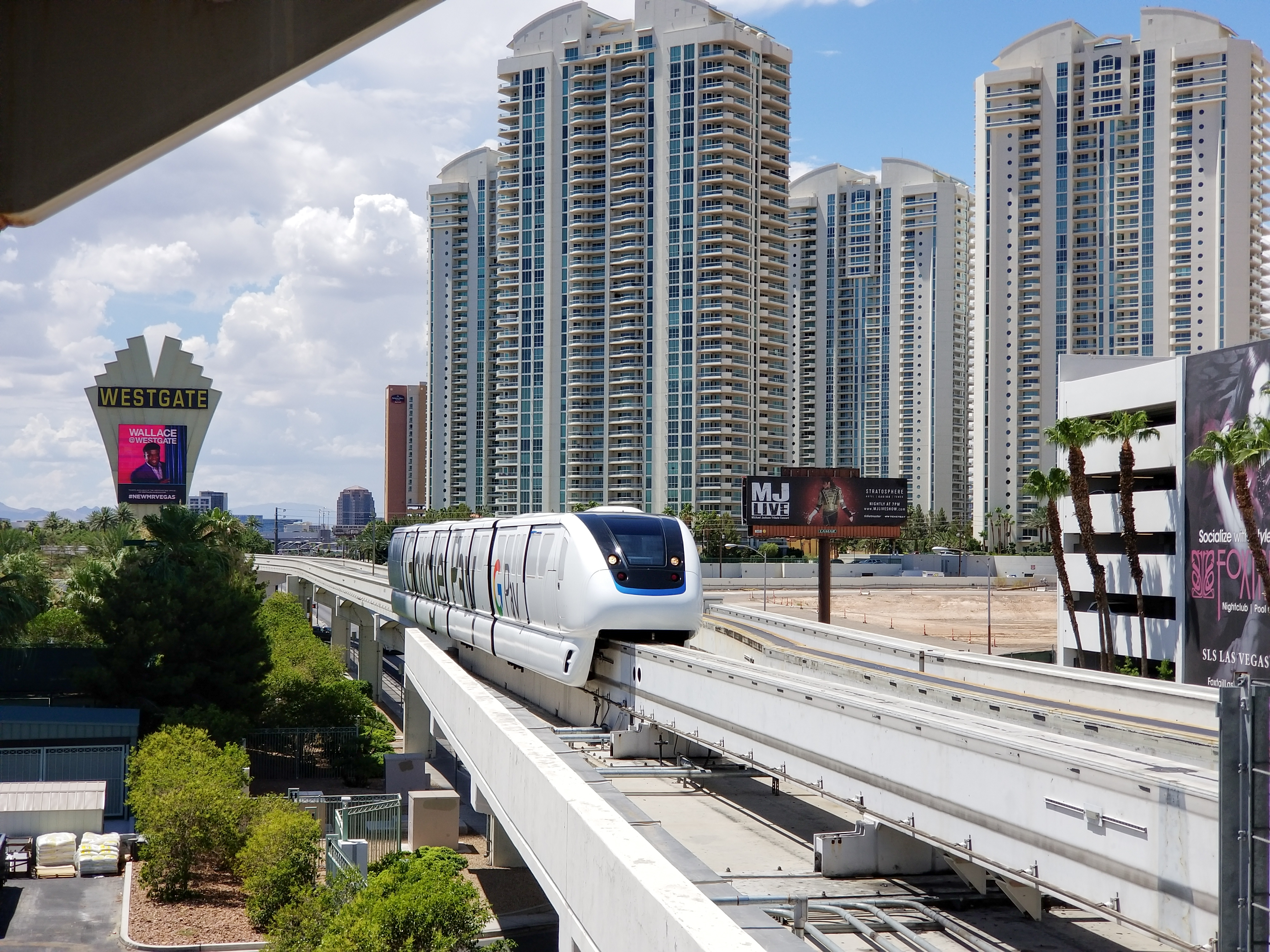
Kolej jednoszynowa

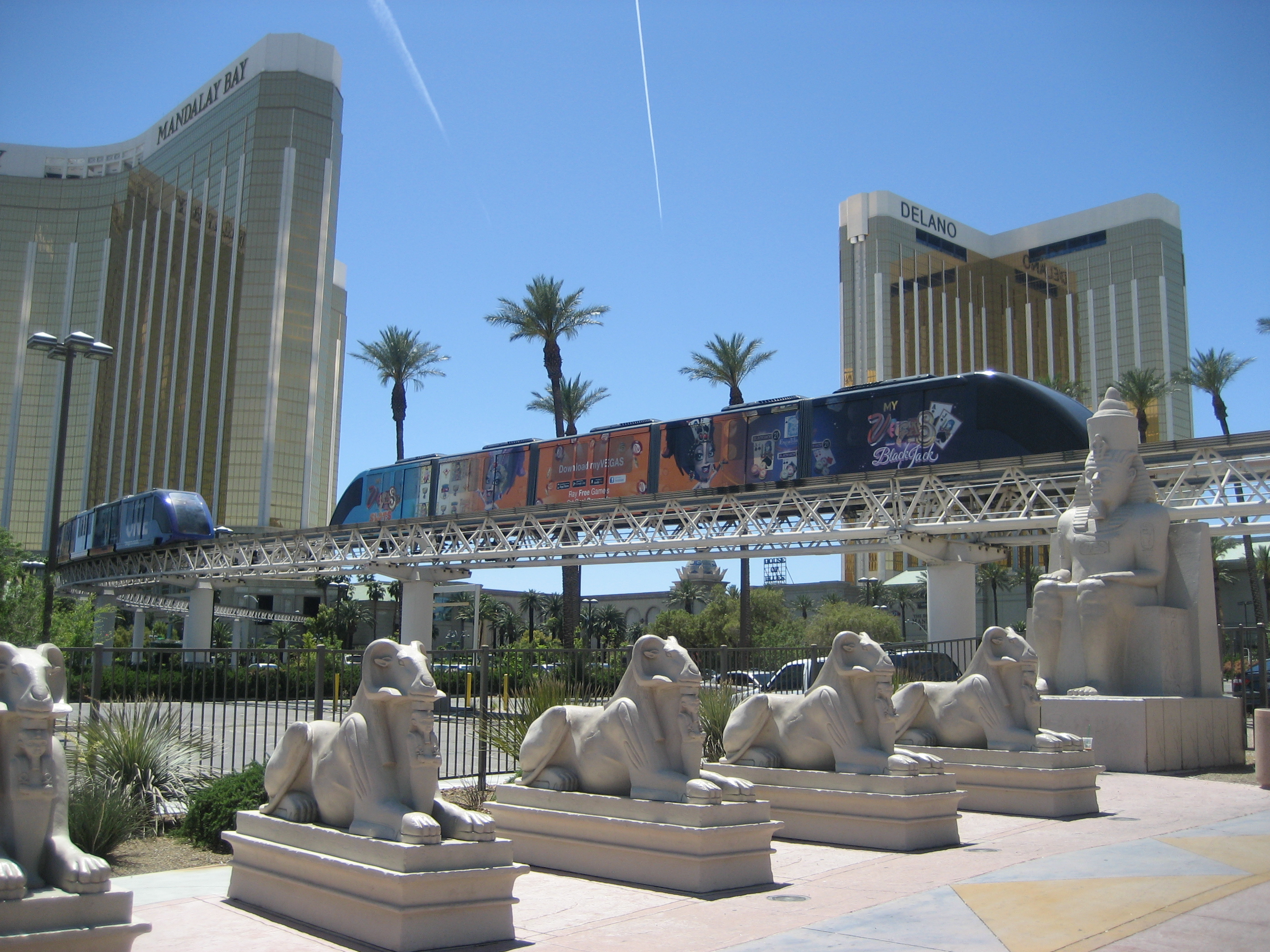
Mandalay Bay

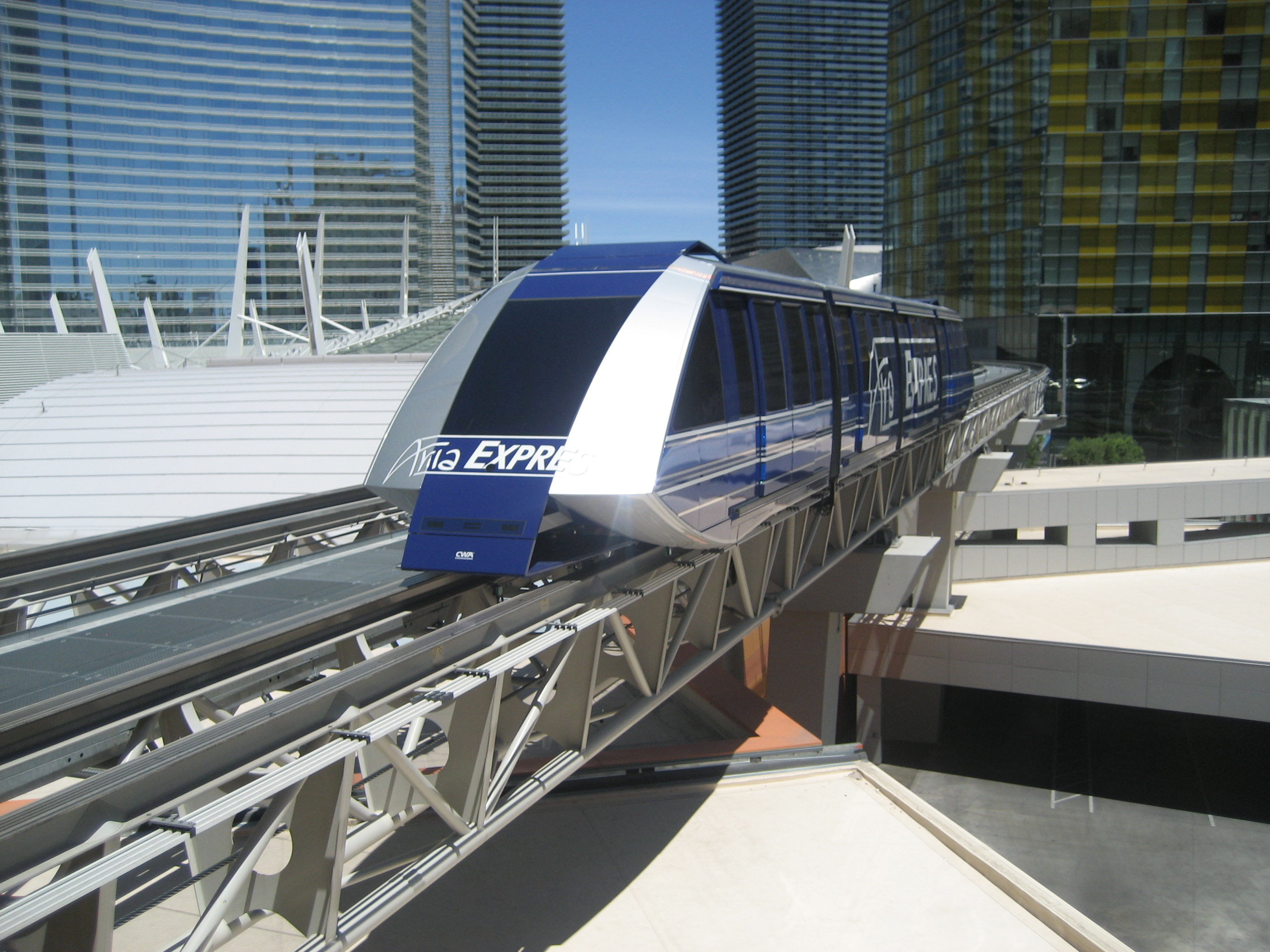
Aria Express

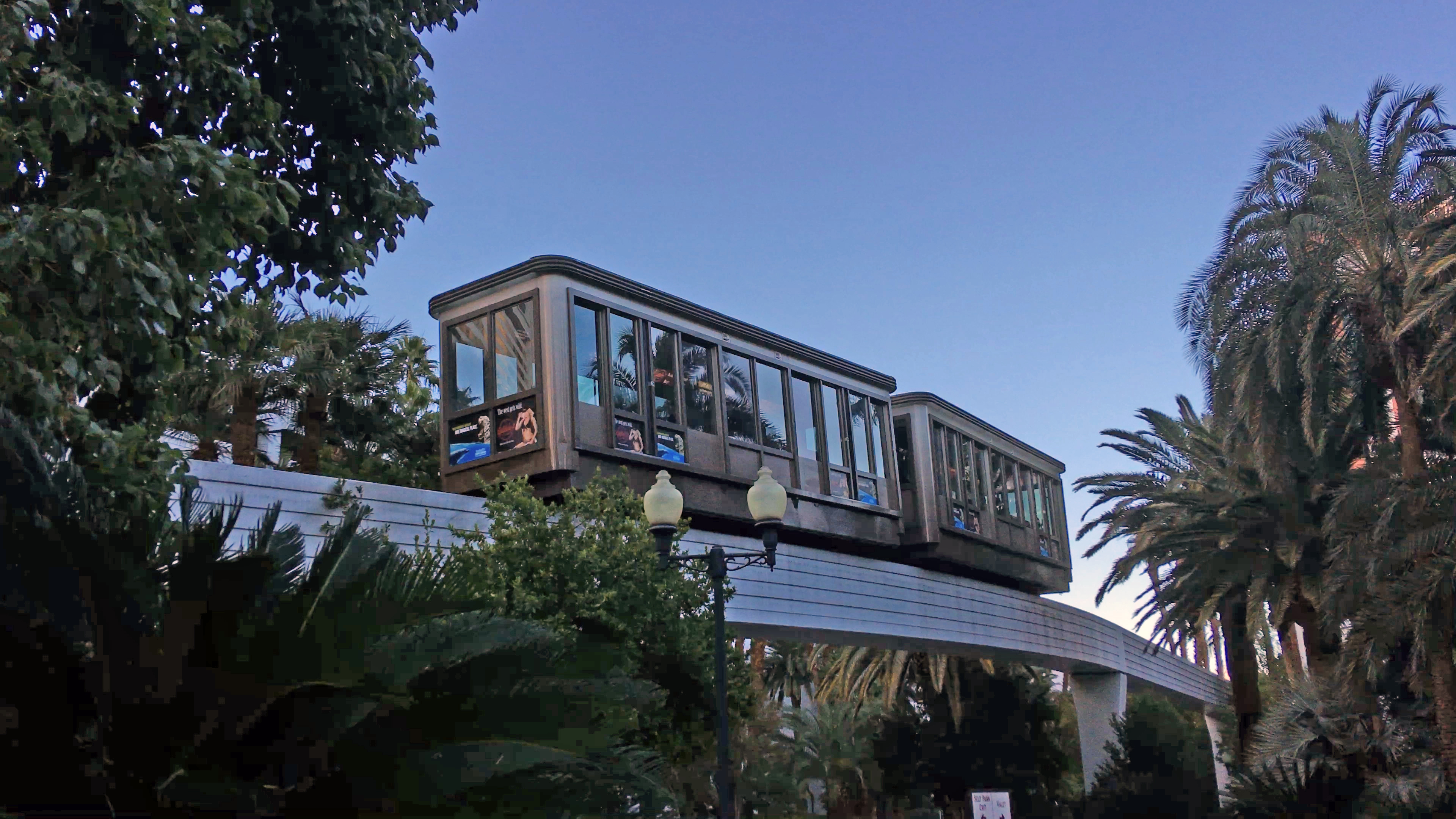
Mirage-Treasure Island

RTC Transit, jako system transportu publicznego, zapewnia połączenia autobusowe w Las Vegas, Henderson, North Las Vegas i pozostałych obszarach podmiejskich. Za międzymiastowy transport autobusowy odpowiada przede wszystkim Greyhound, a także przewoźnicy czarterowi i kilka linii autobusowych Chinatown. Korporacja Amtrak, za pośrednictwem Thruway Motorcoach, oferuje kilka połączeń komunikacyjnych do Las Vegas (a w tym popularne: Salt Lake City-Las Vegas, Los Angeles-Las Vegas).
W mieście funkcjonuje szybka linia autobusowa o nazwie Strip & Downtown Express (wcześniej ACE Gold Line), która zatrzymuje się tylko na niektórych przystankach i obejmuje trasą centrum Las Vegas, the Strip, Las Vegas Convention Center i Town Square.
Z pewnymi wyjątkami, a w tym Las Vegas Boulevard, Boulder Highway (SR 582) i Rancho Drive (SR 599), większość ulic w Las Vegas położona jest w siatce wzdłuż linii przekroju systemu Public Land Survey System. Wiele z nich posiada status dróg stanowych, przez co zarządzane są przez departament transportu stanu Nevada.
Dwie główne drogi ekspresowe – Interstate 15 oraz Interstate 515/U.S. Route 95 krzyżują się w centrum Las Vegas. I-15 prowadzi z Las Vegas w kierunku południowo-zachodnim do Los Angeles, a w kierunku północno-wschodnim do Salt Lake City. I-515 przebiega przez Henderson, gdzie kontynuowana jest przez US 93, prowadzącą do Phoenix. US 95 łączy Las Vegas z północno-zachodnią Nevadą, a w tym z Carson City oraz Reno. US 93 odłącza się od I-15 i prowadzi na północ przez wschodnią część stanu, przebiegając przez Ely i Wells. US 95 odcina się od US 93 w pobliżu Henderson i dociera do wschodniej Kalifornii. Aby usprawnić ruch, wybudowana została obwodnica Las Vegas Beltway, obejmująca autostradę Interstate 215 oraz drogę stanową Clark County 215.
Drogi prowadzące z północy na południe
- Ann Road
- Craig Road (SR 573)
- Cheyenne Avenue (SR 574)
- Smoke Ranch Road
- Washington Avenue (SR 578)
- Summerlin Parkway
- Bonanza Road (SR 579)
- Charleston Boulevard (SR 159)
- Sahara Avenue (SR 589)

Drogi prowadzące z zachodu na wschód
- Fort Apache Road
- Durango Drive
- Buffalo Drive
- Rainbow Boulevard (SR 595)
- Jones Boulevard (SR 596)
- Decatur Boulevard
- Valley View Boulevard
- Rancho Drive
- Maryland Parkway
- Eastern Avenue (SR 607)
- Pecos Road
- Lamb Boulevard (SR 610)
- Nellis Boulevard (SR 612)

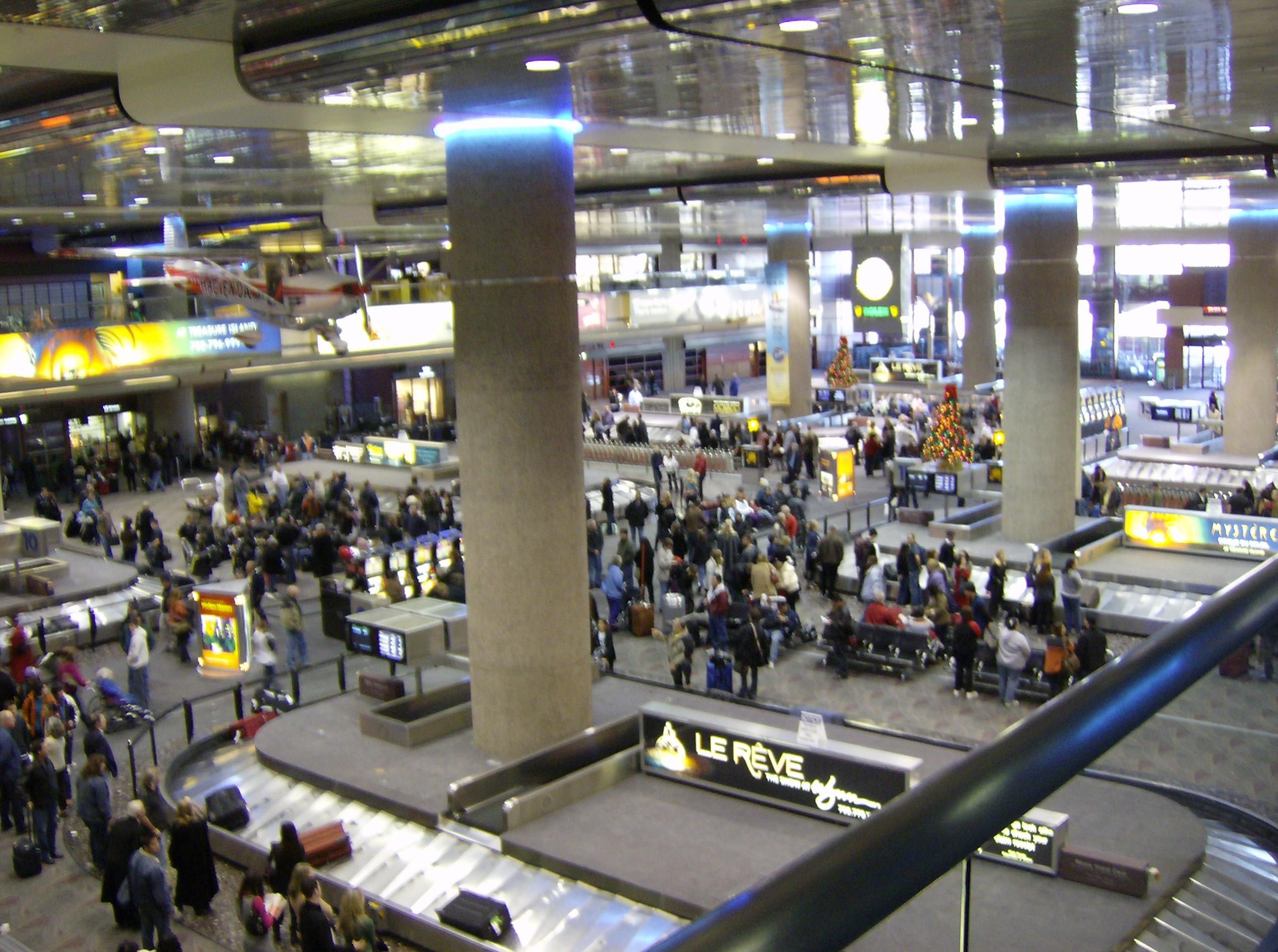
Port lotniczy Las Vegas-McCarran

Port lotniczy Las Vegas-McCarran przyjmuje międzynarodowe oraz krajowe loty do Las Vegas Valley. Lotnisko obsługuje również prywatne maszyny, jak i loty towarowe/ładunkowe. Większość ogólnego ruchu lotniczego wykorzystuje jednak mniejsze lotniska, North Las Vegas i Henderson Executive Airport.
Union Pacific Railroad jest jedynym przewoźnikiem, który świadczy usługi transportu kolejowego do Las Vegas. Do 1997 roku, przez miasto podróżowały również pociągi Desert Wind operatora Amtrak, wykorzystując tory Union Pacific Railroad. Stacja Amtrak znajdowała się w Plaza Hotel; była to jedyna stacja kolejowa w Stanach Zjednoczonych, która funkcjonowała w kasynie. Pod koniec lat 90. rozważano możliwość przywrócenia ruchu kolejowego przez Amtrak na trasie Los Angeles – Las Vegas przy użyciu pociągów Talgo, jednak plany te nie zostały zrealizowane. Obecnie Amtrak oferuje transport do Las Vegas w postaci podróży pociągowej do Needles w Kalifornii, kontynuowanej następnie autobusami Thruway Motorcoach bezpośrednio do Las Vegas.

## Kultura
W Las Vegas funkcjonują liczne muzea, a wśród nich m.in.: Muzeum przestępczości zorganizowanej i porządku publicznego, Muzeum Historii Naturalnej, Lied Discovery Children's Museum, Old Las Vegas Mormon State Historic Park, a także Neon Museum, w którym eksponowane są historyczne znaki neonowe, w przeszłości stojące na terenie Las Vegas Valley.
W pierwszy piątek każdego miesiąca, w Las Vegas celebruje się tzw. „First Friday”, który polega na promocji prac lokalnych artystów oraz muzyków. Wydarzenia te odbywają się w określonej sekcji centrum miasta, zwanej „Dystryktem Sztuki”.
W Las Vegas znajduje się Southern Nevada Zoological-Botanical Park, znany również jako Las Vegas Zoo, który zamieszkuje ponad 150 gatunków zwierząt i roślin.
Na 2012 roku planowane jest otwarcie wartego 485 milionów dolarów Smith Center for the Performing Arts, które znajduje się na terenie Symphony Park. Centrum wystawiać będzie sztuki broadwayowskie i opery, a także występy orkiestr i grup tanecznych.
Miasto organizuje wiele dorocznych festiwali, a w tym między innymi Helldorado Days.

## Religia
Według danych z 2010 roku na obszarze metropolitalnym Las Vegas do największych związków wyznaniowych należeli:
- Kościół katolicki – 354 110 członków
- Kościół Jezusa Chrystusa Świętych w Dniach Ostatnich (mormoni) – 124 291 członków
- Lokalne bezdenominacyjne kościoły protestanckie – 60 415 członków
- Południowa Konwencja Baptystów – 31 297 członków
- Zielonoświątkowcy (głównie Zbory Boże, Kościół Boży w Chrystusie i Kościół Poczwórnej Ewangelii) – ponad 30 tys. członków
- Kościoły Chrystusowe – 19 801 członków
- Luteranie (głównie Kościół Ewangelicko-Luterański w Ameryce i Kościół Luterański Synodu Missouri) – ok. 15 tys. członków
- Buddyści (głównie Mahajana i Theravada) – 14 118 członków.

## Sport
Las Vegas nie posiada własnych reprezentantów w 2 z 4 najwyższych lig sportów profesjonalnych: MLB, NBA, mimo iż populacja metropolii jest większa, niż części miast, które wystawiają w nich swoje zespoły. Dwie główne przyczyny takiego stanu rzeczy, to kwestie związane z legalnymi zakładami sportowymi, a także obawy, że sport mógłby stanowić konkurencję dla dotychczasowej rozrywki, koncentrującej się wokół wydawania pieniędzy w kasynach. Jedynymi profesjonalnymi drużynami sportowymi w Las Vegas są Vegas Golden Knights w NHL, baseballowa Las Vegas 51s, Las Vegas Riders w NFL, grająca w lidze AAA MLB Pacific Coast League.
W mieście rozgrywany jest kobiecy turniej tenisowy, pod nazwą Red Rock Pro Open, zaliczany do rangi ITF, z pulą nagród 60 000 $.

## Parki i rekreacja
W Las Vegas znajdują się liczne parki (a w tym Las Vegas Springs Preserve oraz Floyd Lamb Park at Tule Springs), a także obiekty rekreacyjne i edukacyjne. Na terenie miasta istnieją 4 pola golfowe (Angel Park Golf Clu, Desert Pines Golf Course, Durango Hills Golf Club oraz Las Vegas Municipal Golf Course), 5 psich parków, 9 domów kultury, 8 klubów seniora, a także 20 obiektów sportowych, włączając w to 9 skateparków i 6 pływalni.

## Władze miasta

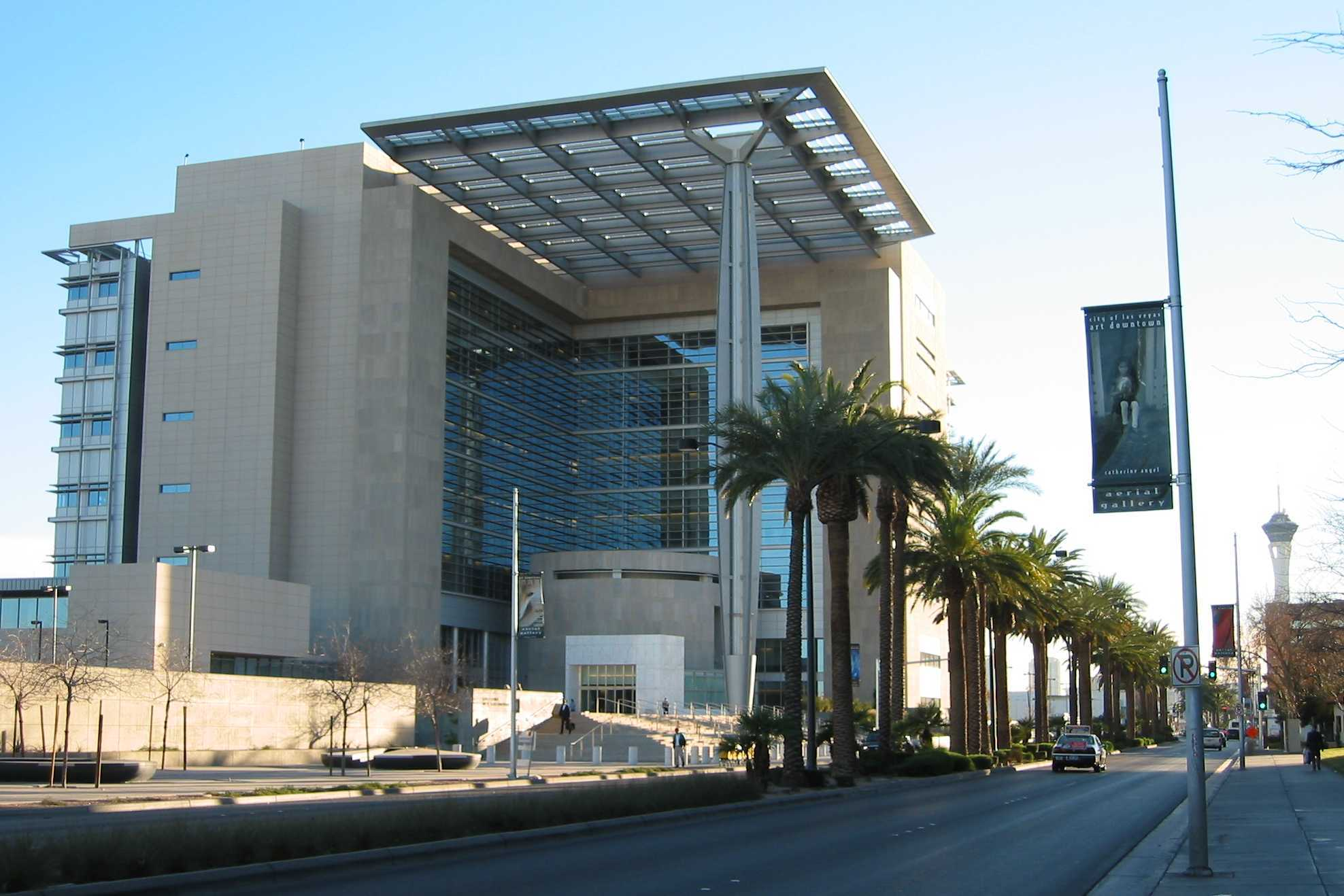
Siedziba sądu okręgowego Lloyd D. George Federal District Courthouse w Las Vegas

W Las Vegas obowiązuje forma rządów council-manager. Burmistrz formalnie jest członkiem rady miasta i przewodniczy wszystkim jej obradom. W przypadku, gdy nie jest on w stanie wykonywać tej czynności, jego obowiązki przejmuje wybrany członek rady, który staje się tzw. burmistrzem pro tempore. Zgodnie z systemem council-manager, rola burmistrza jest ograniczona i sprowadza się niemal w większości do funkcji ceremonialnych. Zamiast tego, istnieje funkcja profesjonalnego menedżera miasta (ang. City Manager), który odpowiada za administrację i zarządzanie, kontrolę działalności rady miejskiej oraz pomoc we wcielaniu w życie jej postanowień, a także monitorowanie funkcjonowania służb miejskich. Ponadto menedżer utrzymuje międzyrządowe relacje z władzami federalnymi, stanowymi oraz z władzami hrabstwa i innych lokalnych jednostek. Teoretycznie osoba piastująca funkcję menedżera miasta powinna być apolityczna.
Duża część obszaru metropolitalnego Las Vegas należy do sąsiednich miast municypalnych i niemunicypalnych. Około 700 tysięcy osób mieszka na terenach niemunicypalnych, zarządzanych przez władze hrabstwa Clark, a kolejne 465 tysięcy zamieszkuje miasta municypalne, takie jak North Las Vegas, Henderson oraz Boulder City. Las Vegas i niemal wszystkie jednostki obszaru metropolitalnego łączy wspólny departament policji, Las Vegas Metropolitan Police Department. Jednakże chociażby North Las Vegas, Henderson i Boulder City posiadają własne departamenty policji.
Las Vegas, jako stolica hrabstwa oraz siedziba sądu okręgowego Lloyd D. George Federal District Courthouse, reguluje kwestie związane z czynnościami i usługami prawnymi, wśród których są między innymi podatki, procesy inkorporacyjne, zawieranie małżeństw oraz rozwody.

## Edukacja

### Szkolnictwo podstawowe i średnie
Edukacja publiczna w zakresie szkolnictwa podstawowego i średniego leży w kompetencjach okręgu szkolnego hrabstwa Clark. Jest to piąty pod względem liczebności okręg szkolny w Stanach Zjednoczonych (w roku szkolnym 2007–2008 do klas w kategorii K-12 uczęszczało 314 tysięcy uczniów).

### Uczelnie
College of Southern Nevada, jako największy college w stanie Nevada i trzeci pod względem wielkości w Stanach Zjednoczonych, jest najważniejszą szkołą wyższą w Las Vegas. Do innych instytucji edukacji wyższej należą m.in.: University of Nevada School of Medicine, prywatny Le Cordon Bleu College of Culinary Arts, University of Nevada, Las Vegas, Nevada State College, Desert Research Institute, The International Academy of Design & Technology Las Vegas, Touro University Nevada oraz University of Southern Nevada.

## Miasta partnerskie
- Ansan, Korea Południowa
- Czedżu, Korea Południowa
- Huludao, Chiny
- Phuket, Tajlandia
- Angeles, Filipiny
- Pamukkale, Turcja